# Leon de Villenfagne de Vogelsanck
Leon Marie Louis baron de Villenfagne de Vogelsanck (Luik, 4 mei 1861 - Zolder, 16 mei 1930) was een Belgisch edelman en politicus. Hij was van 1904 tot aan zijn dood burgemeester van Zolder, tegenwoordig een deelgemeente van Heusden-Zolder.

## Afkomst
Leon de Villenfagne de Vogelsanck was een telg uit het oude geslacht De Villenfagne dat reeds op het einde van de 17de eeuw door koning Karel II van Spanje in de adelstand werd verheven met de erfelijke titel baron en barones voor alle nakomelingen. In 1785 verkreeg de oudste telg van de familietak De Villenfagne de Vogelsanck van keizer Jozef II van het Heilige Roomse Rijk de titel baron van het Heilige Roomse Rijk der Duitse Natie.
Hij was de zoon van Alphonse de Villenfagne de Vogelsanck (1802-1877) en Julie Colette van Hoobrouck de ten Hulle (1822-1908), weduwe van Auguste Kervyn de Volkaersbeke (1821-1851). Leon de Villenfagne was het enige kind uit dit huwelijk. Zijn moeder had nog een dochter uit haar vorig huwelijk: Savina Kervyn de Volkaersbeke (1848-1930). 

## Levensloop
Leon de Villenfagne de Vogelsanck studeerde af aan de Université de Liège als doctor in de rechten. De titeldrager van het geslacht De Villenfagne de Vogelsanck, baron Jules de Villenfagne de Vogelsanck, die geen kinderen had, duidde Leon, de zoon van zijn oom Alphonse, aan als zijn erfgenaam en volgende titeldrager.
De erftiteldrager ging in het Domherenhuis in Zolder wonen en liet er omstreeks 1882 de grote schuren bouwen.
Na de dood van Jules de Villenfagne de Vogelsanck in 1904 volgde Leon hem op als burgemeester. Als burgervader had hij vooral aandacht voor de uitbouw van het lager onderwijs in de gemeente. In het centrum en in het gehucht Boekt werden nieuwe scholen opgericht. 
Leon de Villenfagne de Vogelsanck zetelde eveneens in de Limburgse provincieraad en was er tussen 1921 en 1925 secretaris van de raad. Tijdens die periode liet hij zich als burgemeester vervangen door Jean Corthouts. In de provincieraad was hij vooral begaan met de huisvesting van de arbeiders na de oprichting van de steenkoolmijnen in het Kempens Bekken. Nadien werd hij terug burgemeester. 

## Huwelijk en nakomelingen
Leon de Villenfagne de Vogelsanck trouwde op 5 oktober 1886 in Valkenburg met Marie Caroline de Selys-Fanson (1863-1947), dochter van Robert de Selys-Fanson (1838-1887), consul-generaal in Singapore, en Marie Elisabeth Corneli (1840-1932). Zij kregen drie kinderen:
- barones Hélène (1887-1966), bleef ongehuwd en was de laatste bewoonster van het Domherenhuis.
- baron Jean (1888-1976), de erfgenaam en opvolger van zijn vader.
- barones Camille, die op jonge leeftijd stierf.